# Иља Шиманович
Иља Сергејевич Шиманович (рус. Илья Сергеевич Шиманович, блр. Ілья Сяргеевіч Шымановіч; Минск, 2. август 1994) белоруски је пливач чија специјалност су трке прсним стилом. Некадашњи је двоструки победник Универзијаде и освајач бројних медаља на европским и светским првенствима у малим базенима, вишетсруки национални првак и рекордер.

## Спортска каријера
Шиманович је као сениор на међународној сцени дебитовао на светском првенству у руском Казању 2015. где се такмичио у две дисциплине − у трци на 200 прсно заузео је укупно 37. место у квалификацијама, док је као члан штафете на 4×100 мешовито био петнаестопласирани. У децембру исте године, на европском првенству у малим базенима у Нетањи осваја и прве медаље, две бронзе у штафетним тркама на 4×50 мешовито. 
Серију добрих резултата у малим базенима наставио је и на наредним европским и светским првенствима где је освојио неколико медаља. На светском првенству у Будимпешти 2017. остварио је два пласмана у финале (оба пута заузео осмо место) у тркама на 50 прсно и 4×100 мешовито. Годину је окончао освајањем два злата на Универзијади у Тајпеју, те по једног сребра и бронзе на европском првенству у малим базенима у Копенхагену. 
На светским првенствима у корејском Квангџуу 2019. заузео је укупно 5. место у финалу трке на 50 прсно, што је уједно био и његов највећи успех на светским првенствима у дотадашњој каријери.